# Alice (Alice nel Paese delle Meraviglie)
Alice è il personaggio immaginario protagonista del romanzo Le avventure di Alice nel Paese delle Meraviglie e del suo seguito Attraverso lo specchio e quel che Alice vi trovò, entrambi scritti da Lewis Carroll. Il personaggio rappresenta la tipica bambina inglese dell'età vittoriana.
Alice intraprende involontariamente un'avventura sotterranea dopo essere caduta accidentalmente nella tana del coniglio nel Paese delle Meraviglie; nel sequel, attraversa uno specchio in un mondo alternativo.
Il personaggio ha avuto origine dalle storie raccontate da Carroll per intrattenere le sorelle Liddell mentre remavano sul fiume Tamigi con l'amico Robinson Duckworth e nei successivi giri in barca sul Tamigi. Sebbene condivida il suo nome con Alice Liddell, gli studiosi non sono d'accordo sulla misura in cui si trattasse effettivamente di Liddell. Caratterizzata da Carroll come "amorevole e gentile", "cortese con tutti", "fiduciosa" e "selvaggiamente curiosa", Alice è stata anche descritta come intelligente, educata e con un'indole ribelle, sebbene alcuni critici trovino altri aspetti negativi della sua personalità. Il suo aspetto è cambiato da Alice's Adventures Under Ground, la prima bozza delle Avventure di Alice nel Paese delle Meraviglie, alle illustrazioni di lei del vignettista politico John Tenniel nei due libri di Alice.
Alice è stata identificata come un'icona culturale. È stata descritta come una deviazione dalla solita protagonista bambina del diciannovesimo secolo e il successo dei due libri di Alice ha ispirato numerosi sequel, parodie e imitazioni, con protagonisti simili ad Alice nel temperamento. È stata interpretata attraverso vari approcci critici, ed è apparsa e ridisegnata in numerosi adattamenti, tra cui il film di Walt Disney (1951). Il suo continuo fascino è stato attribuito alla sua capacità di essere continuamente reimmaginata.

## Il personaggio
Alice è una bambina immaginaria che vive durante l’età Vittoriana. Nel Alice nel paese delle meraviglie (1865), che si svolge il 4 maggio, si presume che il personaggio abbia circa 7 anni; nel sequel che si svolge il 4 novembre, Alice afferma di avere 7 anni e mezzo.
Nel testo dei due libri di Alice, l’autore, Lewis Carroll, spesso non sottolinea l’aspetto fisico della sua protagonista. Dettagli della sua vita immaginaria possono essere incontrati nel testo dei due libri. A casa, ha una sorella significativamente più grande di lei, un fratello, un gatto domestico di nome Dinah, un'infermiera anziana e un'istitutrice che le insegna le lezioni dalle 9 del mattino. Inoltre, a un certo punto della sua vicenda, era andata in una scuola diurna. Alice viene caratterizzata come appartenente alla classe alto-borghese e media.
Quando scrisse riguardo alla sua personalità in “Alice sulla Scena” (aprile 1887), Carroll la descrisse come “gentile e amorevole”, “cortese con tutti”, “fiduciosa”, “curiosa per quanto riguarda il piacere della vita che ci si sente solamente negli anni dell’infanzia, quando tutto è nuovo e giusto e quando il peccato e il dolore sono solo nomi, parole vuote che non significano nulla! I commentatori la definiscono come “innocente”, “fantasiosa”, “ben educata”, “intelligente”, “introspettiva” e “critica nei confronti delle figure di autorità”. Altri vedono aspetti meno positivi in Alice, dicendo che lei è spesso scortese quando parla con gli animali nel Paese delle Meraviglie, violenta con Bill la Lucertola, prendendolo a calci in aria; la sua educazione si riflette nella sua mancanza di sensibilità e risposte maleducate.
Secondo Donald Rackin, “Nonostante i suoi pregiudizi, legati alla sua classe sociale e all’epoca, le sue lacrime infantili, la sua ignoranza, la sua palese ipocrisia, la sua generale impotenza e confusione e la sua codarda capacità di abbandonare i suoi sforzi alla fine delle sue avventure—[...] molti lettori guardano ad Alice come una mitica incarnazione di controllo, coraggio, perseveranza e buon senso maturo.
Il grado in cui il personaggio di Alice può essere identificato come Alice Liddell è contraddittorio. Alcuni critici identificano il personaggio come Liddell o scrivono che ha ispirato il personaggio. Altri sostengono che Carroll teneva Liddell e il suo protagonista separati. Secondo Carroll, il suo personaggio non era basato su un bambino vero ma del tutto fittizio.

## Sviluppo

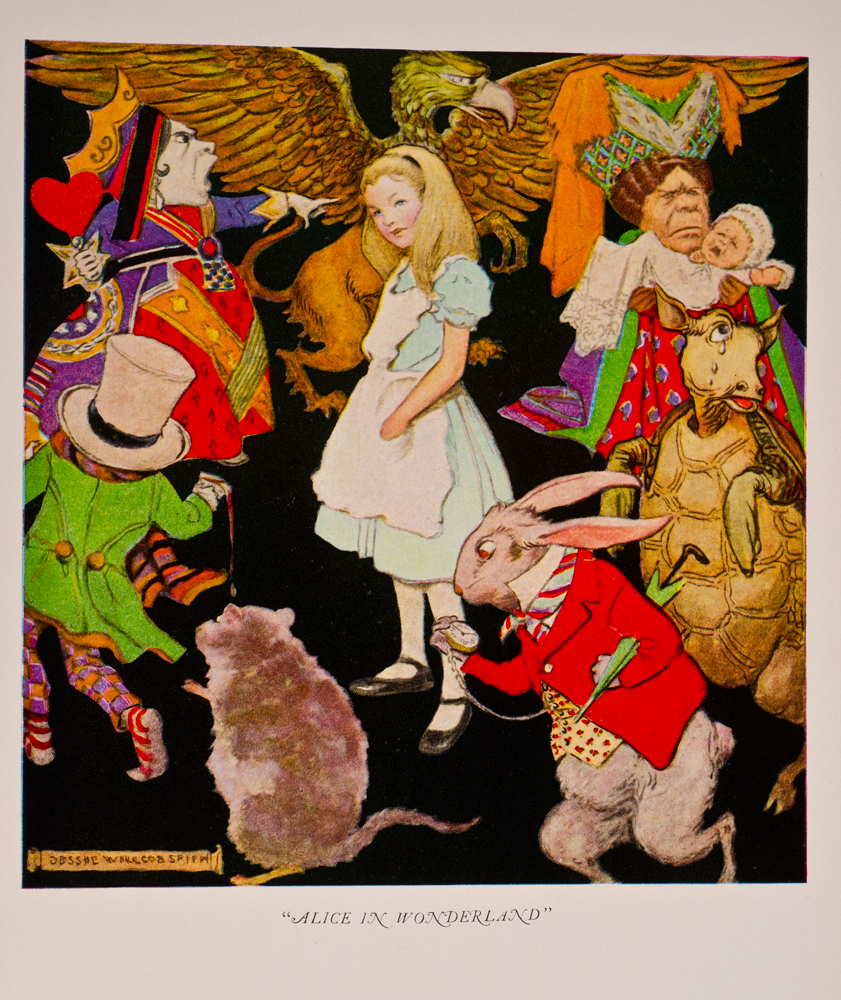
Alice

Alice debutta nella prima bozza di Carroll di Alice nel Paese delle Meraviglie, Le Avventure di Alice Sottoterra. Sottoterra è originato dalle storie raccontate alle sorelle Liddell durante il pomeriggio del 4 Luglio 1862 mentre Carroll remava sul fiume Tamigi insieme al suo amico Robinson Duckworth e in altre seguenti gite a remi.
La storia venne scritta e completata il febbraio del 1864, su richiesta di una bambina di dieci anni, Alice Liddell, figlia di amici di famiglia dell'autore. Le Avventure di Alice Sottoterra contiene 37 illustrazioni, di cui 27 che ritraggono Alice. I disegni di Alice assomigliano molto ad Alice Liddell, il personaggio infatti ne prende il nome mentre si dice che la modella ispiratrice sia stata la sorella minore di Alice, Edith.
Carroll ritrae la sua protagonista mentre indossa una tunica, in contrasto con il vestito sartoriale che le sorelle Liddell potrebbero aver indossato. Le sue illustrazioni hanno influenzato gli artisti Preraffaelliti, Dante Gabriel Rossetti e Arthur Hughes, nel cui dipinto The Lady with the Lilacs (1863) ha fatto illusione a Sottoterra.
Carroll diede la copia scritta a mano di Le Avventure di Alice Sottoterra ad Alice Liddell nel Novembre del 1864.
John Tenniel ha illustrato Alice nel Paese delle Meraviglie (1865) per una paga di £138, corrispondente a nemmeno un quarto del guadagno annuale di Carroll e che Carroll stesso pagò. Tenniel era già un illustratore affermato e conosciuto della rivista Punch, quando Carrol lo assunse come illustratore nell’Aprile del 1864. Al contrario, Carroll non aveva alcuna fama letteraria al tempo. Tenniel basò la maggioranza delle sue illustrazioni su quelle presenti in Le Avventure di Alice Sottoterra e Carroll supervisionò il suo lavoro attentamente; tra i tanti, gli suggerì che Alice avrebbe dovuto avere capelli lunghi e chiari. L’abbigliamento di Alice è quello che una tipica ragazza appartenente alla classe media dell’era Vittoriana avrebbe indossato in casa. Il suo grembiule era un dettaglio aggiunto da Tenniel e associato ora con il personaggio “suggerisce una certa prontezza all’azione e mancanza di decoro”. La raffigurazione di Tenniel trova le sue origini in un personaggio fisicamente simile, apparso negli ultimi 8 fumetti di Punch, durante un periodo di 4 anni iniziato nel 1860.
In un fumetto del 1860, questo personaggio indossava i vestiti adesso associati ad Alice: “la gonna a ruota, calze chiare, scarpe basse e una fascetta sui capelli sciolti”. Nei fumetti, il personaggio appare come un archetipo di una ragazza educata della classe media; è stata descritta similarmente ad Alice: “pacifica e non interventista, paziente ed educata, lenta nel rispondere alle aggressioni degli altri”.
La quota di Tenniel per illustrare il sequel Alice Attraverso lo specchio (1871) aumentò a £290, che ancora una volta Carroll pagò direttamente di tasca sua. Tanniel cambiò leggermente l’abbigliamento di Alice nel sequel, dove indossa calze a righe orizzontali piuttosto che quelle a tinta unita e un grembiule decorato da un fiocco. Originariamente, Alice indossò una “gonna a scacchi supportata da crinolina” simile a quella della Regina Bianca e della Regina di Cuori; il disegno è stato rifiutato da Carroll. Il suo vestito da regina e nella carrozza del treno è in stile polonaise, di moda al tempo. I vestiti indossati dai personaggi in “My First Sermon” (1863) del pittore preraffaellite John Millais e in “The Travelling Companions” (1862) del pittore vittoriano Augustus Leopold Egg hanno alcuni elementi in comune con l’abbigliamento di Alice nella carrozza del treno.
Carroll espresse il suo discontento al rifiuto di Tanniel nell’usare un modello per le illustrazioni di Alice, scrivendo che questo avrebbe provocato una sproporzione della testa e dei piedi.
Nel febbraio del 1881, Carroll contatta il suo editore sulla possibilità di creare Alice dei Piccoli, un’edizione semplificata di Alice nel Paese delle Meraviglie con grandi e colorate illustrazioni. Tanniel colorò 20 immagini da Alice nel Paese delle Meraviglie e in aggiunta revisionò alcuni aspetti di queste; Alice viene ritratta come una bambina bionda, il suo vestito è giallo con delle calze blu. Il suo vestito diviene plissettato con un fiocco sul retro e indossa un fiocco anche sui capelli. Edmund Evans stampò le illustrazioni a colori attraverso la cromoxilografia, un processo che utilizza blocchi di legno per produrre stampe a colori.

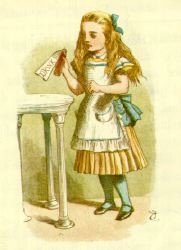
"Bevimi!", illustrazione a colori di John Tenniel

## Influenza culturale
Alice è stata riconosciuta come un'icona culturale. I libri di Alice hanno continuato a rimanere in stampa e il primo libro è disponibile in un centinaio di lingue. Le avventure di Alice nel paese delle meraviglie ha continuato a mantenere la sua popolarità, inserendosi nei sondaggi dei migliori libri per bambini. Alice ha partecipato a un sondaggio britannico del 2015 sui primi venti personaggi preferiti nella letteratura per bambini. Presta anche il suo nome allo stile della fascia con cui è raffigurata nelle illustrazioni di Tenniel. La continua popolarità dei due libri di Alice ha portato a numerosi adattamenti, rivisitazioni, continuazioni letterarie e vari prodotti. L'influenza dei due libri di Alice nel campo letterario iniziò già nella metà dell'era vittoriana, con vari romanzi che adottarono lo stile, agirono come parodie di questioni politiche contemporanee o rielaborarono un elemento dei libri di Alice; presentavano uno o più protagonisti con caratteristiche simili a quelle di Alice ("tipicamente educata, articolata e assertiva"), indipendentemente dal sesso.
Le avventure di Alice nel paese delle meraviglie e Attraverso lo specchio ebbero un successo critico e commerciale durante la vita di Carroll; nel 1898 vennero stampate più di 150 000 copie di Le avventure di Alice nel paese delle meraviglie e 100 000 copie di Attraverso lo specchio. I lettori vittoriani generalmente apprezzavano i libri di Alice come intrattenimento spensierato che ometteva la rigida morale che altri libri per bambini spesso includevano. Nella sua recensione del primo libro di Alice, The Spectator descrisse Alice come "una bambina affascinante, [...] con uno stile di conversazione delizioso", mentre The Publisher's Circular la lodava come "una bambina semplice e amorevole".
Diversi revisori pensavano che le illustrazioni di Tenniel fossero aggiunte al libro, con The Literary Churchman che osservava che l'arte di Alice di Tenniel forniva "un affascinante sollievo a tutte le apparenze grottesche che la circondano". Il personaggio di Alice è stato evidenziato dai critici letterari successivi come insolito o come un allontanamento dai tipici protagonisti infantili della metà del diciannovesimo secolo. Richard Kelly vede il personaggio come la creazione di Carroll di un protagonista diverso attraverso la sua rielaborazione dell'orfano vittoriano. Secondo Kelly, Alice deve fare affidamento su se stessa nel Paese delle Meraviglie lontano dalla sua famiglia, ma l'arco narrativo morale e sociale dell'orfana viene sostituito dalla lotta intellettuale di Alice per mantenere il suo senso di identità contro gli abitanti del Paese delle Meraviglie. Alison Lurie sostiene che Alice riesce a sconfiggere l'ideale sessista di ragazza tipico dell'età vittoriana: Alice non ha un temperamento in linea con l'ideale e sfida le figure adulte nel Paese delle Meraviglie.
Dagli anni Trenta agli anni Quaranta, i libri furono esaminati dai critici letterari psicoanalitici. I freudiani credevano che gli eventi in Le avventure di Alice nel paese delle meraviglie riflettessero la personalità e i desideri dell'autore, perché le storie su cui si basava erano state raccontate spontaneamente. Nel 1933, Anthony Goldschmidt introdusse "l'idea moderna di deviato sessuale represso che si ha di Carroll", teorizzando che Alice servisse come rappresentazione di Carroll nel romanzo; l'influente lavoro di Goldschmidt, tuttavia, potrebbe essere stato inteso come una bufala. Indipendentemente da ciò, l'analisi freudiana ha trovato nei libri simboli dei "classici tropi freudiani": "una tana di coniglio vaginale e un'Alice fallica, una pozza di lacrime amniotiche, figure materne isteriche e figure paterne impotenti, minacce di decapitazione [castrazione], rapidi cambiamenti di identità".
Descritto come "il singolo più grande rivale di Tenniel", Walt Disney ha creato una celebre rappresentazione di Alice nel suo adattamento cinematografico del 1951, che ha contribuito a plasmare l'immagine di Alice all'interno della cultura pop. Sebbene Alice fosse stata precedentemente descritta come una ragazza bionda in un abito blu in un'edizione americana non autorizzata dei due libri di Alice pubblicati da Thomas Crowell (1893), forse per la prima volta, il ritratto della Disney è stato il più influente nel consolidare l'immagine popolare di Alice come tale. La versione Disney di Alice ha la sua base visiva nei disegni concettuali di Mary Blair e nelle illustrazioni di Tenniel. Anche se il film non ebbe successo durante la sua distribuzione, in seguito divenne popolare tra gli studenti universitari, che lo interpretarono come un racconto intriso di droga. Nel 1974, Alice nel Paese delle Meraviglie fu ripubblicato negli Stati Uniti, con pubblicità che giocavano a questa associazione. L'associazione della droga persiste come interpretazione "non ufficiale", nonostante lo status del film come intrattenimento per famiglie.
Nel ventunesimo secolo, il continuo fascino di Alice è stato attribuito alla sua capacità di essere continuamente reimmaginata. In Men in Wonderland, Catherine Robson scrive che, "In tutte le sue forme diverse e associate - sotterranee e attraverso lo specchio, testuali e visive, disegnate e fotografate, come la bruna di Carroll o la bionda di Tenniel o la signorina della Disney, come la vera Alice Liddell [...] Alice è l'ultima icona culturale, disponibile per qualsiasi forma di manipolazione e onnipresente oggi come nell'era della sua prima apparizione". Robert Douglass-Fairhurst paragona lo status culturale di Alice a "qualcosa di più come un mito moderno", suggerendo la sua capacità di agire come una tela vuota per "speranze e paure astratte” consente di attribuire ulteriori "significati" al personaggio. Zoe Jacques ed Eugene Giddens suggeriscono che il personaggio occupa uno status all'interno della cultura pop in cui "Alice in un vestito blu è onnipresente come Amleto che tiene un teschio", il che crea "la strana situazione in base alla quale il pubblico "conosce" Alice senza aver letto né Alice nel paese delle meraviglie né Looking-Glass. "Sostengono che ciò consente la libertà creativa negli adattamenti successivi, in quanto la fedeltà ai testi può essere trascurata.
In Giappone, Alice ha un'influenza significativa sulla cultura pop. Il capolavoro di Tenniel e l'adattamento cinematografico della Disney sono stati accreditati come fattori nella continua accoglienza favorevole dei due romanzi. All'interno della cultura giovanile in Giappone, è stata adottata come "una figura di ribellione più o meno allo stesso modo degli 'hippy' americani e britannici degli anni '60." È stata anche una fonte di ispirazione per la moda giapponese, in particolare Lolita. La sua popolarità è stata attribuita all'idea che interpreta l'ideale dello shōjo, una concezione giapponese della fanciullezza che è "dolce e innocente all'esterno e considerevolmente autonoma all'interno".

## Adattamenti teatrali, musicali e cinematografici del personaggio
| Anno    | Interprete | Teatro/Musica/Cinema/Danza                                                                                                | Note |
| ------- | --- | --- | --- |
| 1886    | Phoebe Carlo                                                                                                  | Alice in Wonderland, spettacolo teatrale di Henry Saville Clark (libr.) con musiche e songs di Walter Slaughter           | Prince of Wales Theatre, Londra (UK). |
| 1888    | Isa Bowman | Alice in Wonderland, spettacolo teatrale di Henry Saville Clark (libr.) con musiche e songs di Walter Slaughter [revival] | Globe Theatre, Londra (UK). |
| 1903    | May Clark | Alice in Wonderland, regia di Cecil M. Hepworth e Percy Stow                                                              | Film muto (USA). |
| 1910    | Gladys Hulette                                                                                                | Alice's Adventures in Wonderland, regia di Edwin Stanton Porter                                                           | Film muto (USA). |
| 1915    | Viola Savoy                                                                                                   | Alice in Wonderland, regia di W.W. Young                                                                                  | Film muto (USA). |
| 1915    | Vivian Tobin                                                                                                  | Alice in Wonderland, spettacolo teatrale di Alice Gerstenberg                                                             | Booth Theatre e Hudson Theatre, Broadway, New York (USA).                                                                                       |
| 1923-27 | Virginia Davis / Margie Gay / Dawn O'Day / Lois Hardwick                                                      | Alice Comedies, regia di Walt Disney                                                                                      | Serie di 57 cortometraggi (USA), liberamente ispirati al personaggio. Alice è qui una bambina che "entra" nel magico mondo dei cartoni animati. |
| 1931    | Ruth Gilbert                                                                                                  | Alice in Wonderland, regia di Bud Pollard                                                                                 | Film (USA). |
| 1932-33 | Josephine Hutchinson                                                                                          | Alice in Wonderland, spettacolo teatrale di Eva Le Gallienne e Florida Friebus                                            | Civic Repertory Theatre, Broadway, New York (USA).                                                                                              |
| 1933    | Charlotte Henry                                                                                               | Alice nel Paese delle Meraviglie (Alice in Wonderland), regia di Norman Z. McLeod                                         | Film (USA). |
| 1934    | Bonnie Poe (voice)                                                                                            | Betty in Blunderland, regia di Dave Fleischer                                                                             | Cortometraggio di animazione (USA). |
| 1937    | Ursula Hanray                                                                                                 | Alice in Wonderland, regia di George More O'Ferrall                                                                       | Film TV (UK). |
| 1946    | Vivian Pickles                                                                                                | Alice in Wonderland, regia di George More O'Ferrall                                                                       | Film TV (UK). |
| 1947    | Bambi Linn | Alice in Wonderland, spettacolo teatrale di Eva Le Gallienne e Florida Friebus [revival]                                  | International Theatre e Majestic Theatre, Broadway, New York (USA).                                                                             |
| 1948    | Margaret Barton                                                                                               | Alice's Adventures in Wonderland and Through the Looking-Glass, prodotto dalla BBC                                        | Film TV (UK). |
| 1949    | Carol Marsh                                                                                                   | Alice in Wonderland, regia di Dallas Bower                                                                                | Film (USA). |
| 1950    | Iris Mann | Alice in Wonderland, regia di Franklin J. Schaffner                                                                       | Film TV (USA). |
| 1951    | Kathryn Beaumont (voce) / Vittoria Febbi (doppiaggio italiano)                                                | Alice nel Paese delle Meraviglie (Alice in Wonderland), prodotto dalla Disney                                             | Film di animazione (USA) |
| 1953    | Belinda Wright                                                                                                | Alice in Wonderland, balletto di Michael Charnley su musica di Joseph Horowitz                                            | London's Festival Ballet, Londra (UK). |
| 1955    | Gillian Barber                                                                                                | Alice in Wonderland, regia di George Schaefer                                                                             | Film TV (USA) |
| 1966    | Norma MacMillan (voce)                                                                                        | Alice of Wonderland in Paris, regia di Gene Deitch                                                                        | Film di animazione (USA) |
| 1966    | Janet Waldo (voce)                                                                                            | Alice in Wonderland, regia di Alex Lovy                                                                                   | Film di animazione (USA) |
| 1970    | Marie-Véronique Maurin                                                                                        | Alice au pays des merveilles, regia di Jean-Christophe Averty                                                             | Film TV (Francia) |
| 1971    | Elizabeth Jones                                                                                               | Curious Alice, regia di Dave Dixon                                                                                        | Cortometraggio (USA) |
| 1972    | Fiona Fullerton                                                                                               | Le avventure di Alice nel Paese delle Meraviglie (Alice's Adventures in Wonderland), regia di William Sterling            | Film (UK) |
| 1974    | Milena Vukotic                                                                                                | Nel mondo di Alice, regia di Guido Stagnaro                                                                               | Mini-serie TV (Italia) |
| 1976    | Kristine DeBell                                                                                               | Alice nel paese delle pornomeraviglie (Alice in Wonderland: An X-Rated Musical Fantasy), regia di Bud Townsend            | Film musicale (USA). Liberamente ispirato al personaggio.                                                                                       |
| 1977    | Sylvia Kristel                                                                                                | Alice (Alice ou la Dernière Fugue), regia di Claude Chabrol                                                               | Film (Francia). Liberamente ispirato al personaggio.                                                                                            |
| 1981    | Meryl Streep                                                                                                  | Alice in Concert, spettacolo teatrale musicale di Elizabeth Swados                                                        | Public Theatre, New York (USA). |
| 1981    | M. Neolova (Voce)                                                                                             | Алиса в стране чудес, regia di Efrem Pruzhanskiy                                                                          | Film di animazione (URSS) |
| 1982    | Annie Enneking                                                                                                | Alice in Wonderland, regia di John Clark Donahue e John Driver                                                            | Film TV (USA) |
| 1982-83 | Kate Burton                                                                                                   | Alice in Wonderland, spettacolo teatrale di Eva Le Gallienne e Florida Friebus [revival]                                  | Virginia Theatre, Broadway, New York (USA). |
| 1983-84 | Tarako (voce) / Debora Magnaghi (doppiaggio italiano)                                                         | Alice nel Paese delle Meraviglie                                                                                          | Serie TV di animazione (Giappone) |
| 1985    | Natalie Gregory                                                                                               | Alice in Wonderland, regia di Harry Harris                                                                                | Film TV (UK) |
| 1985    | Coral Browne (adulta) / Amelia Shankley (bambina)                                                             | Dreamchild, regia di Gavin Millar                                                                                         | Film (UK). Liberamente ispirato al personaggio.                                                                                                 |
| 1986    | Kate Dorning                                                                                                  | Alice in Wonderland, regia di Barry Letts                                                                                 | Mini-serie TV (UK) |
| 1987    | Kristýna Kohoutová                                                                                            | Něco z Alenky, regia di Jan Švankmajer                                                                                    | Film (Cecoslovacchia) |
| 1988    | Olivia Martin (voce)                                                                                          | Alice nel Paese delle Meraviglie (Alice in Wonderland), regia di Richard Trueblood                                        | Film di animazione (Australia) |
| 1995    | Mariko Kouda (voce)                                                                                           | Alice in Wonderland, regia di Toshiyuki Hiruma e Takashi Masunaga                                                         | Film di animazione (Giappone) |
| 1997    | Christine Stawitz, Angela Locantore, Jeoma Jemie, Cara Liander, Fallon Randazzo                               | Alice in Wonderland, spettacolo teatrale musicale per bambini di Michael Sirotta (mus. e libr.)                           | Kids On Stage: Cromwell Center, Staten Island, NY (USA).                                                                                        |
| 1999    | Tina Majorino                                                                                                 | Alice nel Paese delle Meraviglie (Alice in Wonderland), regia di Nick Willing                                             | Film TV (UK) |
| 2009    | Tessa Albertson                                                                                               | Phoebe in Wonderland, regia di Daniel Barnz                                                                               | Film (USA). |
| 2009    | Maggie Grace                                                                                                  | Malice in Wonderland, regia di Simon Fellows                                                                              | Film (UK). Liberamente ispirato al personaggio.                                                                                                 |
| 2009    | Caterina Scorsone (adulta) / Janette Bundic (bambina)                                                         | Alice, regia di Nick Willing                                                                                              | Mini-serie TV (Canada) |
| 2010    | Malerie Grady                                                                                                 | Alice in Murderland, regia di Dennis Devine                                                                               | Film (USA). Liberamente ispirato al personaggio.                                                                                                |
| 2010    | Mia Wasikowska (adulta) / Mairi Ella Challen (bambina)                                                        | Alice in Wonderland, regia di Tim Burton                                                                                  | Film (USA) |
| 2011    | Lauren Cuthbertson                                                                                            | Alice's Adventures in Wonderland, balletto di Christofer Wheeldon su musica di Joby Talbot                                | Royal Ballet: Covent Garden, Londra (UK). |
| 2012    | Etalia Turnbull                                                                                               | Red Kingdom Rising, regia di Navin Dev                                                                                    | Film (UK). Liberamente ispirato al personaggio.                                                                                                 |
| 2013-14 | Sophie Lowe (adulta) / Millie Bobby Brown (bambina), Veronica Puccio (adulta) \ Vittoria Bartolomei (bambina) | C'era una volta nel Paese delle Meraviglie (Once Upon a Time in Wonderland), registi vari                                 | Serie TV (USA) |
| 2015-16 | Rosalie Craig [Manchester] / Carly Bawden [Londra e Parigi]                                                   | Wonder.land, spettacolo teatrale musicale di Damon Albarn (mus.) e Moira Buffini (libr.)                                  | Palace Theatre, Manchester e Royal National Theatre, Londra (UK); Théâtre du Châtelet, Parigi (Francia)                                         |
| 2016    | Mia Wasikowska                                                                                                | Alice attraverso lo specchio (Alice Looking through the Glass), regia di James Bobin                                      | Film (USA) |
| 2016    | Barbara Hannigan                                                                                              | Alice's Adventures Under Groud, opera di Gerald Barry                                                                     | Walt Disney Concert Hall, Los Angeles, CA (USA)                                                                                                 |
| 2018    | Letizia Ciampa                                                                                                | Regal Academy | Serie animata (Italia) |
| 2020    | Gugu Mbatha-Raw (adulta) / Keira Chansa (bambina)                                                             | Alice e Peter (Come Away)                                                                                                 | Film (USA, UK) |

## Galleria d'immagini

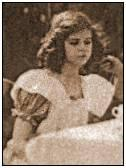
Gladys Hulette (1910).
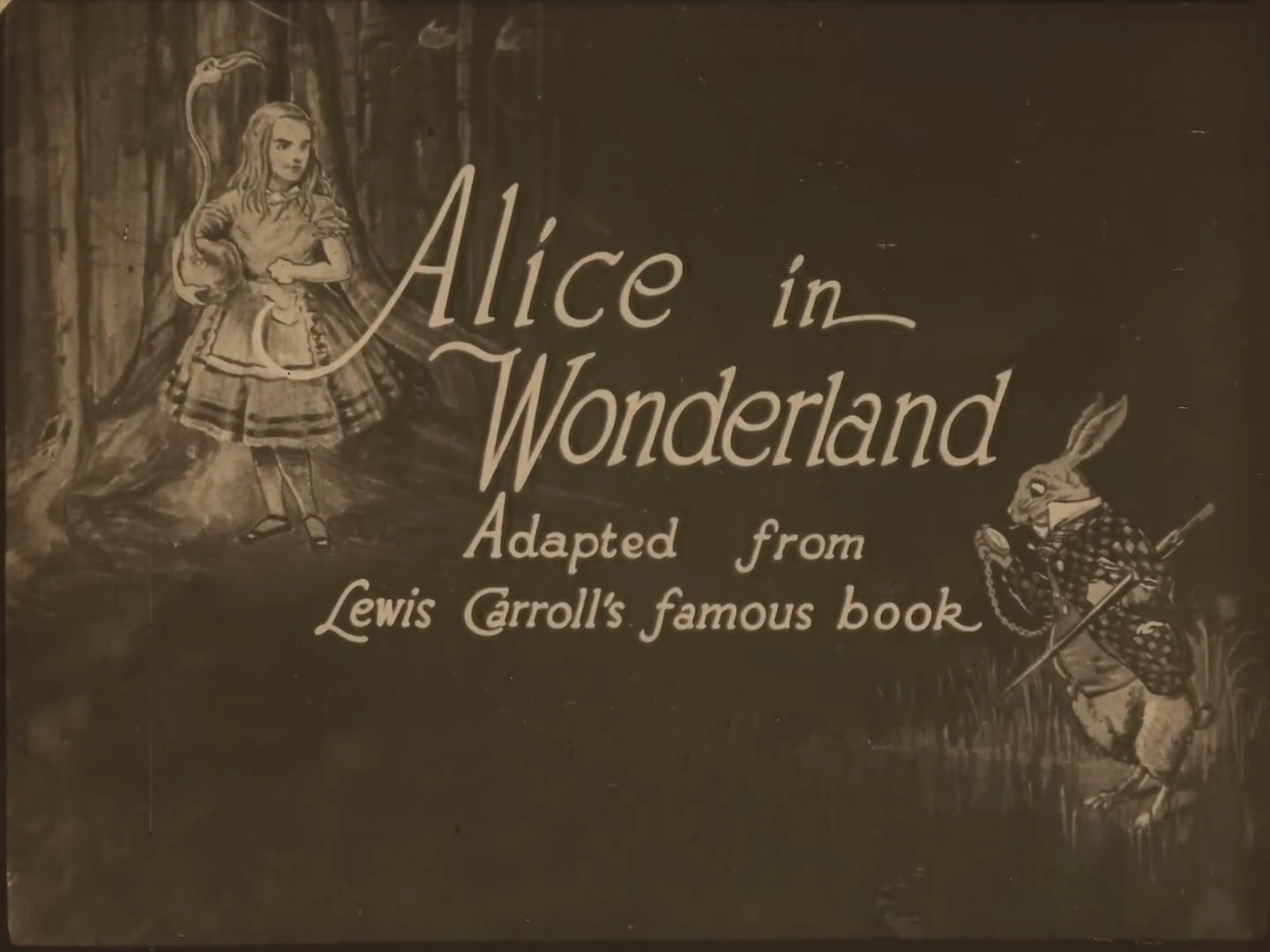
Viola Savoy (1915).
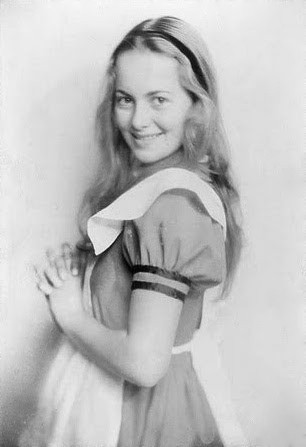
Olivia de Havilland (1933).
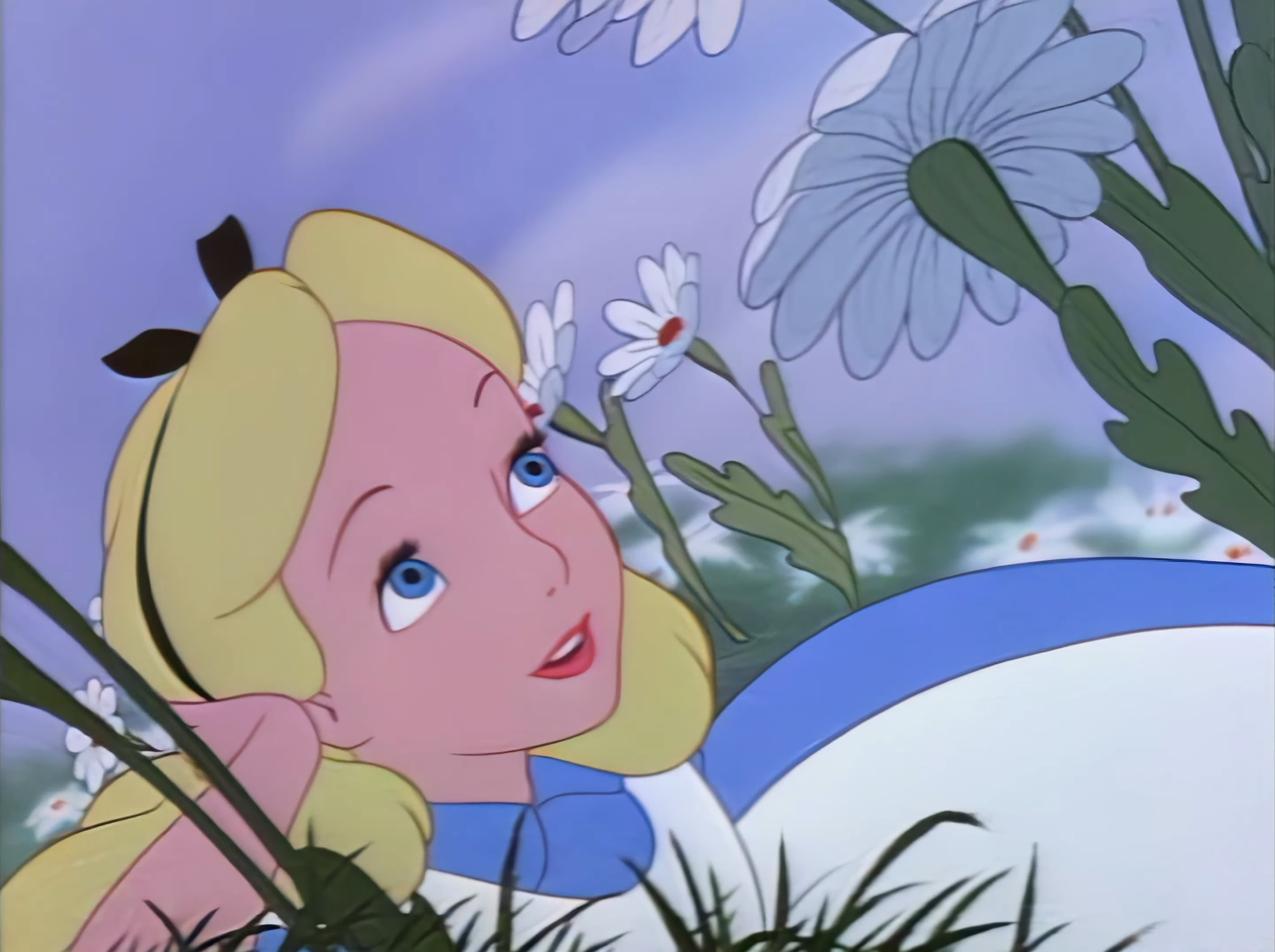
Alice nella prima versione Disney.
Alice nella versione anime.
Tina Majorino (1999).